# فرودگاه کیانجیانگ وولینشان
فرودگاه کیانجیانگ وولینشان (به انگلیسی: Qianjiang Wulingshan Airport) یک فرودگاه همگانی با کد یاتا JIQ است . این فرودگاه در کشور چین قرار دارد .

## شرکت‌های هواپیمایی و مقصدهای پروازی
| شرکت‌های هواپیمایی      | مقصدهای پروازی                     |
| ---------------------- | ---------------------------------- |
| هواپیمایی شرقی چین     | پکن، کونمینگ چانگشوی               |
| China Express Airlines | چنگچینگ ییانگبی                    |
| هواپیمایی جنوبی چین    | بایون گوآنگجو                      |
| سیچوان ایرلاینز        | چنگدو شوانگلیو                     |
| اسپرینگ ایرلاینز       | کونمینگ چانگشوی، شانگهای هونگچیائو |